# Bruinen (huid)

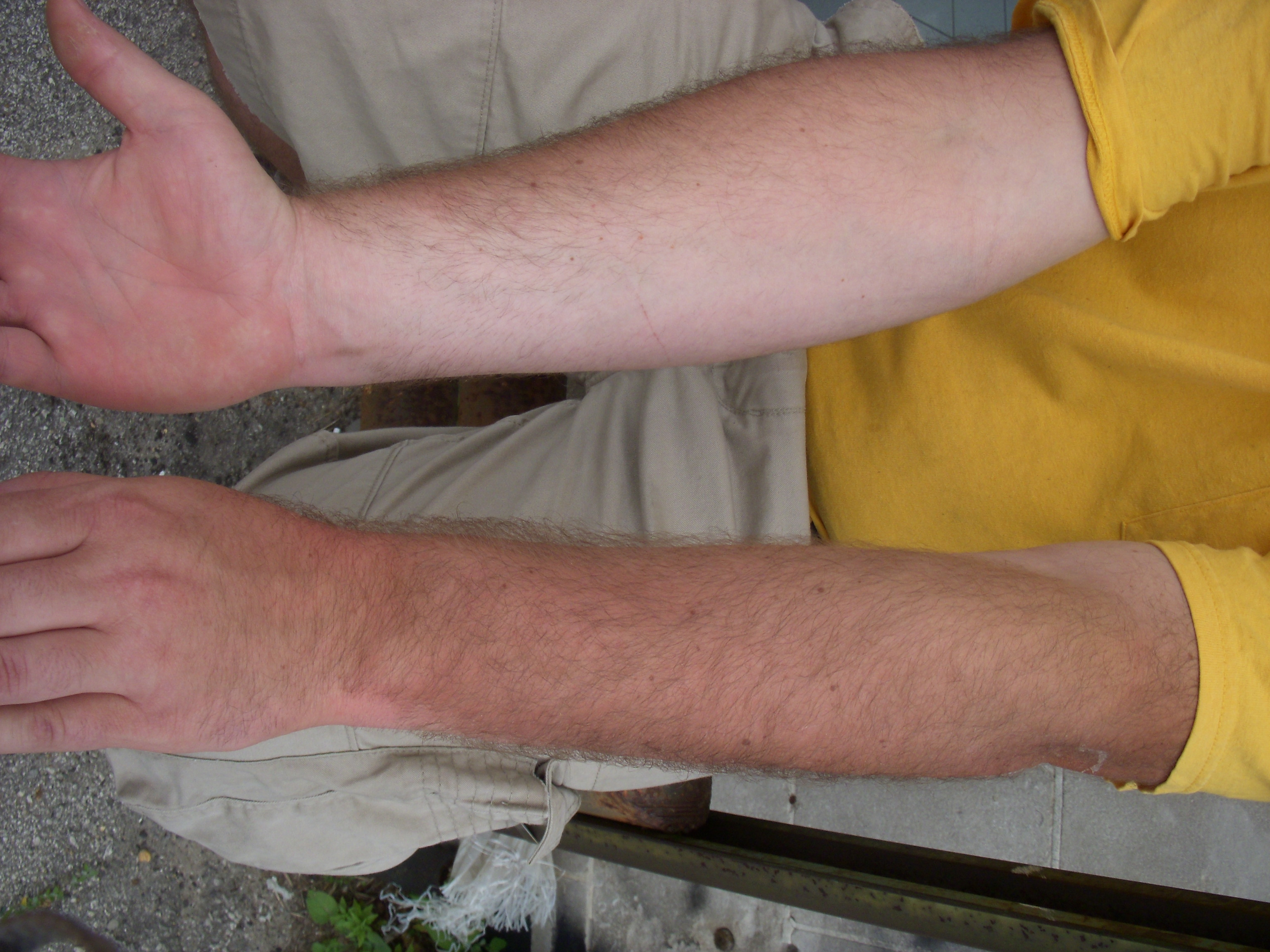
Het verschil tussen ongebruinde en gebruinde huid bij een blanke man

Bruinen of bruin worden, in de wetenschap ook facultatieve pigmentatie genoemd, is het fysiologische proces waarbij de menselijke huid tijdelijk donkerder wordt door blootstelling aan zonlicht (ultraviolette straling). 
Bruinen is vermoedelijk evolutionair ontstaan als aanpassing aan seizoenaal wisselende blootstelling aan uv-straling in streken met een gematigd klimaat. Een permanent donkere huid verhindert immers voldoende opname van vitamine D, terwijl een lichte huid te veel foliumzuur opeist.
Een gebruinde huid beschermt niet of amper tegen andere schadelijke effecten van blootstelling aan uv-straling. Zelfs met de nodige bescherming zoals zonnebrandcrème en voldoende lichaamsbedekking kan een tijdelijke blootstelling aan sterk zonlicht grote schade toebrengen aan de huid, met zonnebrand, huidveroudering en huidkanker tot gevolg.
De meeste mensen hebben een huidtype dat kan bruinen. Alleen personen met de lichtste huidskleuren, zoals van volken uit het noorden van Scandinavië en de Britse Eilanden, kunnen niet bruinen en krijgen meteen te maken met een zonnebrand bij een te grote blootstelling aan uv-straling. 

## Bruinen als doelbewuste activiteit
Sinds begin 20e eeuw beschouwen sommigen in het Westen een licht gebruinde huid als aantrekkelijk voor blanke mensen. Dit is een belangrijke reden dat zonnebaden – het zich bewust in de zon leggen om de huid snel te bruinen – opkwam als recreatie.